# Gummivena
Gummivena är ett släkte av svampar. Gummivena ingår i familjen Mesophelliaceae, ordningen Hysterangiales, klassen Agaricomycetes, divisionen basidiesvampar och riket svampar.
|           | Castoreum                            |
|           |                                      |
|           | Chondrogaster                        |
|           |                                      |
|           | Mesophellia                          |
|           |                                      |
|           | Andebbia                             |
|           |                                      |
|           | Gummiglobus                          |
|           |                                      |
| Gummivena | \| \| Gummivena potorooi \| \| \| \| |
|           | \| \| Gummivena potorooi \| \| \| \| |
|           | Malajczukia                          |
|           |                                      |
|           | Nothocastoreum                       |
|           |                                      |
|           | Gummivena potorooi                   |
|           |                                      |

|  | Gummivena potorooi |
|  |                    |